# Methanol-Reformer
Ein Methanol-Reformer ist eine Vorrichtung der Chemietechnik, die in der Brennstoffzellentechnik verwendet wird, um aus einem Methanol-Wasser-Gemisch unter Freisetzung von Kohlendioxid reinen Wasserstoff zu erzeugen. Als chemische Reaktion liegt eine Dampfreformierung zugrunde.
{\displaystyle \mathrm {CH_{3}OH_{(g)}+H_{2}O_{(g)}\;\longrightarrow \;CO_{2}+3\ H_{2}\qquad } \Delta H_{R\ 298}^{0}=49{,}2\ \mathrm {kJ/mol} }
Methanol wird mit Wasserdampf an einem heterogenen Katalysator unter Zuführung von Wärmeenergie zu Wasserstoff und Kohlenstoffdioxid umgesetzt.

## Technologie
Ein Methanol-Wassergemisch mit einem molaren Wasser-Methanol-Verhältnis von 1,3–1,5 wird auf bis zu 20 bar komprimiert, verdampft und auf 250 bis 280 °C überhitzt. Der erzeugte Wasserstoff wird mittels einer wasserstoffpermeablen Membran aus einer Palladium-Silber-Legierung (PdAg) abgetrennt.
Für die technische Realisierung gibt es zwei grundlegende Verfahren.
- In einem beheizten Rohrreaktor befindet sich der Katalysator. Am Reaktoreintritt wird das Wasserdampf-Methanoldampf-Gemisch zugeführt. Die Wasserstoffabtrennung erfolgt anschließend in einem nachgeschalteten Apparat. Die PdAg-Membran wird von dem Reformat überströmt und der Wasserstoff tritt zu einem großen Teil durch die Membran.
- Die andere Variante ist ein integrierter Membranreaktor. Hier besteht die Wandung der Reaktionszone aus einem mit PdAg beschichteten Keramikrohr und der Wasserstoff wird direkt aus der Reaktionszone abgetrennt.

Bei beiden Varianten wird das Retentat, das einen deutlich abgereicherten Wasserstoffanteil enthält, in einem katalytischen Brenner mit Luft verbrannt. Die dabei freiwerdende Wärmeenergie wird für Heizzwecke genutzt.
Alternativ kann ein Reformer mit einem kupferbasierten Reformer-Katalysator bei Temperaturen von 200 bis 300 °C und nahe Umgebungsdruck verwendet werden. Bei Anwendung eines auf Verunreinigungen nicht empfindlichen Brennstoffzellentyps (z. B. Hochtemperatur-Polymerelektrolytmembran-Brennstoffzelle) ist eine Abtrennung des Wasserstoffs mit einer Palladium-Membran nicht nötig.

## Vor- und Nachteile
Methanol-Reformer werden als Komponente eines Wasserstoffantriebes für Autos in Betracht gezogen, um nicht Wasserstoff in Druckgastanks mitführen zu müssen (siehe Reformed Methanol Fuel Cell). So könnte Akzeptanzproblemen in der Bevölkerung begegnet werden, wo Wasserstoff oft als zu gefährlich angesehen wird. Der Vorteil von Methanol ist in diesem Zusammenhang, dass dieses flüssig vorliegt und eine höhere volumetrische Energiedichte hat als Wasserstoff. Methanol ist jedoch wie auch Benzin giftig und leichtentzündlich. Problematisch ist die teure und störanfällige Palladium-Legierung, die nur eine mäßige Temperaturwechselbeständigkeit hat und bei Verwendung einer gegen Verunreinigungen empfindlichen Niedertemperatur-Polymerelektrolytmembran-Brennstoffzelle eingesetzt wird.

## Anwendungen in Fahrzeugen
Den Prototyp eines solchen Fahrzeuges hat Daimler-Chrysler im Jahr 1997 mit dem NECAR 3 vorgestellt. Im Jahr 2000 wurde mit dem NECAR 5 eine weiterentwickelte Version vorgestellt.
2020 wurde das Kleinserienfahrzeug RG Nathalie von Roland Gumpert vorgestellt, das eine Serienanwendung der Technologie demonstriert.